# 범죄피의자에 대한 지문채취 사건
범죄피의자에 대한 지문채취 사건(2004.9.23. 2002헌가17·18)은 대한민국의 헌법재판소 판례이다.

## 사실관계
신청인은 집회에 참석했는데， 관할경찰서장은 신고없이 개최된 것이라는 이유로 집회를 해산하고 참가자들을 연행하였으며 신원을 확인하기 위한 십지지문채취를 하려고 하자 신청인이 거부하였다. 이에 경범죄처벌법 제1조 제42호에 해당한다는 이유로 즉결심판이 청구되었고, 신청인은 이에 불복하여 정식재판을 청구하였다. 신청인은 재판계속중 경범죄처벌법 제1조 제42호가 헌법 제12조에 의한 영장주의 및 진술거부권 등을 침해한다고 주장하면서 위헌제청신청을 하였고, 법원은 이에 따라 헌법재판소에 위헌여부심판을 제청하였다.

## 해당조문
경범죄처벌법 제1조 (경범죄의 종류) 디음 각호의 1 에 해당하는 사람은 10만 원 이하의 벌금， 구류 또는 과료의 형으로 벌한다.
42. (지문채취불응) 범죄의 피의자로 입건된 사람에 대하여 경찰공무원이나 검사가 지문조사 외의 다른 방법으로 그 신원을 확인할 수 없어 지문을 채취하려고 할 때 정당한 이유없이 이를 거부한 사람

## 결론
경범죄처벌법(2002.1.14. 법률 제6393호로 개정되기 전의 것) 저11조 제42호는 헌법에 위반되지 아니한다.

## 이유

### 법률조항의 위헌여부

#### 간접강제와 영장주의
직접 물리적 강제력을 행사하여 피의자에게 강제로 지문을 찍도록 하는 것을 허용하는 규정이 아니며 형벌에 의한 불이익을 부과함으로써 심리적, 간접적으로 지문채취를 강용하고 있을 뿐이다. 헌법재판소는 음주운전단속을 위하여 이루어지는 호흡측정기에 의한 음주측정에 대하여 '성질상 강제될 수 있는 것이 아니고 실무상 숨을 호흡측정기에 한두 번 불어넣는 방식으로 행하여지는 것이므로 당사자의 자발적 협조가 필수적'이라며 '당사자의 협력이 궁극적으로 불가피한 측정방법을 두고 강제처분이라고 할 수 없을 것'이라고 판시하였고 영장주의가 적용되는 강제처분을 물리적 강제력을 행사하는 경우로 제한하고 있다. 직접강제에 의하여 지문을 체취하려면 반드시 영장이 필요하므로 이 사건의 경우 영장주의를 위반하지 않는다.

#### 적법절차원칙
피의자로 입건된 사람의 신원을 확인할 방법이 없을 때 정당한 이유없이 지문채취를 거부할 수 없도록 함으로써 피의자의 신원확인을 원활하게 하고 수사활동에 지장이 없도록 하기 위한 것이며 헌법상의 적법절차원칙을 위반하지 않는다.

## 참고 문헌
- 정회철, 『2013년 최근 5년간 헌법중요판례200』, 여산, 2013. ISBN 9788992529723
- 2004.9.23. 2002헌가17·18

## 같이 보기
- 경범죄처벌법
- 신체의 자유
- 적법절차
- 지문